# 拉奧格 (伊利諾伊州)
拉奧格（英語：La Hogue）是位於美國伊利諾伊州易洛魁縣的一個非建制地區。該地的面積和人口皆未知。

## 地理
拉奧格的座標為40°45′48″N 88°05′17″W / 40.76333°N 88.08806°W，而該地的平均海拔高度為202米（即663英尺）。